# Événement sportif d'importance majeure en France
 (mars 2014).
Si vous disposez d'ouvrages ou d'articles de référence ou si vous connaissez des sites web de qualité traitant du thème abordé ici, merci de compléter l'article en donnant les références utiles à sa vérifiabilité et en les liant à la section « Notes et références ».
En France, un événement sportif d'importance majeure est une manifestation sportive dont la diffusion télévisuelle doit être assurée autant que possible par une chaîne gratuite.
Les événements d’importance majeure ne peuvent être retransmis en exclusivité d’une manière qui aboutit à priver une partie importante du public de la possibilité de les suivre […] sur un service de télévision à accès libre». L'article L 333-9 du Code du sport fixe les dispositions d'application. La liste précise des événements est ensuite publiée par décret. Le dernier décret applicable date du 5 juillet 2024 et concerne dix sports (football, rugby à XV,  tennis, cyclisme, formule 1, handball, basket-ball, volley-ball, athlétisme, ski alpin) et les Jeux olympiques.

## Modalités de diffusion
L'exercice par un éditeur de services de télévision des droits de retransmission acquis à titre exclusif sur l'un des événements d'importance majeure mentionnés ci-dessus, ne peut faire obstacle à la retransmission de cet événement par un service de télévision à accès libre, laquelle doit alors être intégrale et assurée en direct.
Les chaînes payantes sont dans l'obligation de proposer la retransmission de ces événements aux chaînes gratuites à un prix raisonnable. Dans la pratique, lorsqu'une chaîne privée possède les droits de la compétition en question, un accord est appliqué entre le diffuseur et une des chaînes publiques (généralement les chaînes publiques France 2 ou France 3). Le décret prévoit que l'offre doit être faite selon des termes raisonnables. La chaîne payante conserve la possibilité de diffuser l'événement de son côté. Ainsi la finale du championnat de France de rugby est chaque année diffusée à la fois par France 2 en clair et par Canal+ en crypté. Le décret prévoit enfin la possibilité de laisser la chaîne généraliste à péage Canal+ retransmettre l’événement à condition qu'il soit accessible en clair. Enfin, si aucune chaîne gratuite ne souhaite diffuser l'évènement, la chaîne ayant les droits peut diffuser l’événement sans obligation de le diffuser en clair . Par exemple, la finale du championnat d'Europe masculin de handball 2006 a été exclusivement diffusée en crypté sur Canal+ car aucune chaîne gratuite n'avait voulu diffuser l'événement.

## Événements concernés

### Depuis 2024
Le décret du 5 juillet 2024 fixe la liste des événements sportifs suivants.
| Numéro | Compétition                                                                                                | Note |
| ------ | --- | --- |
| 1      | Les Jeux olympiques d'été et d'hiver                                                                       | La diffusion est néanmoins limitée à des moments représentatifs de la diversité des disciplines sportives et des pays participants. Elle peut être assurée en différé lorsque des épreuves ont lieu simultanément  |
| 2      | Les Jeux paralympiques d'été et d'hiver                                                                    | La diffusion est néanmoins limitée à des moments représentatifs de la diversité des disciplines sportives et des pays participants. Elle peut être assurée en différé lorsque des épreuves ont lieu simultanément; |
| 3      | Tous les matchs de l'équipe de France masculine et féminine de football                                    | Y compris amicaux |
| 4      | Les demi-finales et finales masculine et féminine de la Coupe du monde de football                         | |
| 5      | Les demi-finales et finales masculine et féminine du championnat d'Europe de football                      | |
| 6      | La finale de la Ligue des champions masculine et féminine de football                                      | |
| 7      | La finale de la Ligue Europa et de la Ligue Conférence                                                     | si un club français y participe |
| 8      | La finale de la Coupe de France masculine et féminine de football                                          | |
| 9      | Tous les matchs de l'équipe de France masculine et féminine de rugby à XV                                  | Y compris amicaux |
| 10     | Le tournoi des Six Nations                                                                                 | |
| 11     | Les demi-finales et finales masculine et féminine de la Coupe du monde de rugby à XV                       | |
| 12     | Les finales masculine et féminine du championnat de France de rugby à XV                                   | |
| 13     | La finale de la coupe d'Europe de rugby masculin                                                           | si un club français y participe |
| 14     | Les demi-finales des simples messieurs et dames du tournoi de tennis de Roland-Garros                      | si un sportif français y participe |
| 15     | Les finales des simples messieurs et dames du tournoi de tennis de Roland-Garros                           | |
| 16     | Les finales des simples messieurs et dames des tournois de tennis du Grand Chelem, autre que Roland-Garros | si un sportif français y participe |
| 17     | Coupe Billie Jean King et Coupe Davis                                                                      | si l'équipe de France de tennis y participe |
| 18     | Le Grand Prix de France de Formule 1                                                                       | lorsqu'il est présent au calendrier de la saison de Formule 1 |
| 19     | Le Tour de France cycliste masculin et féminin                                                             | néanmoins limitée à des moments significatifs, conformément à l'usage de diffusion de cet événement |
| 20     | Le Paris-Roubaix masculin et féminin                                                                       | |
| 21     | Les demi-finales et finales masculine et féminine du championnat d'Europe de basket-ball                   | si l'équipe de France y participe |
| 22     | Les demi-finales et finales masculine et féminine du championnat du monde de basket-ball                   | si l'équipe de France y participe |
| 23     | Les demi-finales et finales masculine et féminine du championnat d'Europe de handball                      | si l'équipe de France y participe |
| 24     | Les demi-finales et finales masculine et féminine du championnat du monde de handball                      | si l'équipe de France y participe |
| 25     | Les demi-finales et finales masculine et féminine du championnat d'Europe de volley-ball                   | si l'équipe de France y participe |
| 26     | Les demi-finales et finales masculine et féminine du championnat du monde de volley-ball                   | si l'équipe de France y participe |
| 27     | Les championnats du monde d'athlétisme                                                                     | néanmoins limités à des moments représentatifs de la diversité des disciplines sportives et des pays participants. Elle peut être assurée en différé lorsque des épreuves ont lieu simultanément                   |
| 28     | Les championnats du monde de ski alpin                                                                     | lorsque la compétition se déroule en France |

### De 2004 à 2024
Le décret du 22 décembre 2004 fixe la liste des événements sportifs suivants. Sauf exception (pour le 1, 2°, 13°, 14°, 18°, 19°, 20°, 21°, 22°), ne sont concernées que les compétitions masculines :
| Numéro | Compétition                                                                                    | Note |
| ------ | ---------------------------------------------------------------------------------------------- | --- |
| 1      | Les Jeux olympiques d'été                                                                      | La diffusion est néanmoins limitée à des moments représentatifs de la diversité des disciplines sportives et des pays participants. Elle peut être assurée en différé lorsque des épreuves ont lieu simultanément  |
| 2      | Les Jeux olympiques d'hiver                                                                    | La diffusion est néanmoins limitée à des moments représentatifs de la diversité des disciplines sportives et des pays participants. Elle peut être assurée en différé lorsque des épreuves ont lieu simultanément; |
| 3      | Tous les matchs de l'équipe de France masculine A de football                                  | Y compris amicaux |
| 4      | Le match d'ouverture, les demi-finales et la finale de la Coupe du monde de football masculine | |
| 5      | Les demi-finales et la finale du Championnat d'Europe de football masculin                     | |
| 6      | La finale de la Ligue des champions masculine de football                                      | |
| 7      | La finale de la Ligue Europa                                                                   | si un club français y participe |
| 8      | La finale de la Coupe de France de football masculine                                          | |
| 9      | Le tournoi de rugby des six nations                                                            | |
| 10     | Les demi-finales et la finale de la Coupe du monde de rugby à XV masculine                     | |
| 11     | La finale du championnat de France de rugby à XV masculin                                      | |
| 12     | La finale de la coupe d'Europe de rugby masculin                                               | si un club français y participe |
| 13     | Les finales des simples messieurs et dames du tournoi de tennis de Roland-Garros               | |
| 14     | Les demi-finales et les finales de la Coupe Davis et de la Fed Cup                             | si l'équipe de France de tennis y participe |
| 15     | Le Grand Prix de France de formule 1                                                           | lorsqu'il est présent au calendrier de la saison de formule 1 |
| 16     | Le Tour de France cycliste                                                                     | néanmoins limitée à des moments significatifs, conformément à l'usage de diffusion de cet événement |
| 17     | Le Paris-Roubaix                                                                               | |
| 18     | Les finales masculine et féminine du championnat d'Europe de basket-ball                       | si l'équipe de France y participe |
| 19     | Les finales masculine et féminine du championnat du monde de basket-ball                       | si l'équipe de France y participe |
| 20     | Les finales masculine et féminine du championnat d'Europe de handball                          | si l'équipe de France y participe |
| 21     | Les finales masculine et féminine du championnat du monde de handball                          | si l'équipe de France y participe |
| 22     | Les championnats du monde d'athlétisme                                                         | néanmoins limités à des moments représentatifs de la diversité des disciplines sportives et des pays participants. Elle peut être assurée en différé lorsque des épreuves ont lieu simultanément                   |

## Évolutions

### Proposition de modification
Le rapport de David Assouline, sénateur de Paris, sur les événements sportifs d'importance majeure préconise une refonte de la liste du décret du 22 décembre 2004. Cette refonte a été promulguée le 6 juillet 2024, elle reprend une grande majorité des dispositions du rapport du sénateur. 
Le rapport propose plusieurs pistes :
- accorder une plus grande place au sport féminin : certains éléments de la liste excluent les compétitions féminines. Le rapport préconise d'intégrer systématiquement à la liste les équivalents féminins des compétitions listées pour pallier ce manque ;
- prendre compte des sports paralympiques, notamment du rajout à la liste des jeux paralympiques considérés comme « prolongement naturel » des jeux olympiques. Si dans les faits France Télévisions assure une couverture en clair des jeux paralympiques depuis plusieurs éditions, l'inscription sur la liste revêtirait un caractère symbolique fort à destination du monde du sport paralympique ;
- élargir la liste à un plus grand nombre de disciplines : le rapport regrette que la liste soit focalisée sur un certain nombre de disciplines, certes populaires, mais en nombre trop réduit. Le rapport préconise ainsi d'élargir la liste en intégrant de nouvelles disciplines (telles que le volley-ball) ;
- renouveler les critères de désignation : le rapport propose l'utilisation de deux critères de décision, d'une part l'organisation d'un événement en France et d'autre part la participation d'une équipe ou d'un athlète français à la compétition. Le rapport souhaite ainsi une meilleure exposition des compétitions dès lors qu'elles sont organisées en France ainsi que des phases de compétitions dans lesquelles sont présents des équipes ou athlètes français. À contrario les événements qui ne rencontrent pas l'un de ces deux critères ne devraient pas figurer sur la liste, c'est le cas notamment de la finale de la Ligue des champions qui ne les remplit pas de façon récurrente.

Le 13 juin 2023, le Sénat adopte en première lecture la proposition de loi de Laurent Lafon relative à la réforme de l'audiovisuel public et à la souveraineté audiovisuelle dont l'article 10 vise les évènements d'importance majeure. Cet article vise à élargir aux plateformes le régime applicable aux chaînes de télévision en matière d'acquisition des droits de retransmission des événements d'importance majeure et à instituer une clause interdisant à un acteur extra-européen d'acquérir plus des deux-tiers des matchs d'une même compétition.

### Modification de 2024
| Numéro | Décret de 2004                                                                                             | Décret de 2024 | Nature de la modification |
| ------ | --- | --- | ------------------------- |
| 1      | Les Jeux olympiques d'été et d'hiver                                                                       | Les Jeux olympiques d'été et d'hiver                                                                                       | Sans changement           |
| 2      | Inexistant                                                                                                 | Les Jeux paralympiques d'été et d'hiver                                                                                    | Ajout                     |
| 3      | Tous les matches de l'équipe de France masculine de football                                               | Tous les matches de l'équipe de France masculine de football et de l'équipe de France féminine de football                 | Extension                 |
| 4      | Le match d'ouverture, les demi-finales et la finale de la Coupe du monde de football masculine             | Les demi-finales et finales masculine et féminine de la Coupe du monde de football                                         | Restriction et Extension  |
| 5      | Les demi-finales et la finale du Championnat d'Europe de football masculin                                 | Les demi-finales et finales masculine et féminine du championnat d'Europe de football                                      | Extension                 |
| 6      | La finale de la Ligue des champions masculine de football                                                  | La finale de la Ligue des champions masculine et féminine de football                                                      | Extension                 |
| 7      | La finale de la Ligue Europa si un club français y participe                                               | La finale de la Ligue Europa et de la Ligue Conférence si un club français y participe                                     | Extension                 |
| 8      | La finale de la Coupe de France de football masculine                                                      | La finale de la Coupe de France masculine et féminine de football                                                          | Extension                 |
| 9      | Inexistant                                                                                                 | Tous les matchs de l'équipe de France masculine et féminine de rugby à XV                                                  | Ajout                     |
| 10     | Le tournoi de rugby des Six Nations masculin A                                                             | Le tournoi de rugby des Six Nations masculin A                                                                             | Sans changement           |
| 11     | Les demi-finales et la finale de la Coupe du monde de rugby à XV masculine                                 | Les demi-finales et finales masculine et féminine de la Coupe du monde de rugby à XV                                       | Extension                 |
| 12     | La finale du championnat de France de rugby à XV masculin                                                  | Les finales masculine et féminine du championnat de France de rugby à XV                                                   | Extension                 |
| 13     | La finale de la coupe d'Europe de rugby masculin si un club français y participe                           | La finale de la coupe d'Europe de rugby masculin si un club français y participe                                           | Sans changement           |
| 14     | Les finales des simples messieurs et dames du tournoi de tennis de Roland-Garros                           | Les finales des simples messieurs et dames du tournoi de tennis de Roland-Garros                                           | Sans changement           |
| 15     | Les finales de la Coupe Davis et de la Fed Cup si l'équipe de France de tennis y participe                 | Les finales de la Coupe Davis et de la Fed Cup si l'équipe de France de tennis y participe                                 | Restriction               |
| 16     | Le Grand Prix de France de formule 1                                                                       | Le Grand Prix de France de formule 1                                                                                       | Sans changement           |
| 17     | Le Tour de France cycliste                                                                                 | Le Tour de France cycliste masculin et féminin                                                                             | Extension                 |
| 18     | Le Paris-Roubaix                                                                                           | Le Paris-Roubaix masculin et féminin                                                                                       | Extension                 |
| 19     | Les finales masculine et féminine du championnat d'Europe de basket-ball si l'équipe de France y participe | Les demi-finales et finales masculine et féminine du championnat d'Europe de basket-ball si l'équipe de France y participe | Extension                 |
| 20     | Les finales masculine et féminine du championnat du monde de basket-ball si l'équipe de France y participe | Les demi-finales et finales masculine et féminine du championnat du monde de basket-ball si l'équipe de France y participe | Extension                 |
| 21     | Les finales masculine et féminine du championnat d'Europe de handball si l'équipe de France y participe    | Les demi-finales et finales masculine et féminine du championnat d'Europe de handball si l'équipe de France y participe    | Extension                 |
| 22     | Les finales masculine et féminine du championnat du monde de handball si l'équipe de France y participe    | Les demi-finales et finales masculine et féminine du championnat du monde de handball si l'équipe de France y participe    | Extension                 |
| 23     | Les championnats du monde d'athlétisme                                                                     | Les championnats du monde d'athlétisme                                                                                     | Sans changement           |
| 24     | Inexistant                                                                                                 | Les demi-finales et finales masculine et féminine du championnat d'Europe de volley-ball si l'équipe de France y participe | Ajout                     |
| 25     | Inexistant                                                                                                 | Les demi-finales et finales masculine et féminine du championnat du monde de volley-ball si l'équipe de France y participe | Ajout                     |
| 26     | Inexistant                                                                                                 | Les championnats du monde de ski alpin lorsque la compétition se déroule en France                                         | Ajout                     |